# NGC 4059
NGC 4059 = NGC 4070 ist eine elliptische Galaxie vom Hubble-Typ E im Sternbild Haar der Berenike am Nordsternhimmel. Sie ist schätzungsweise 319 Millionen Lichtjahre von der Milchstraße entfernt.
Das Objekt wurde am 27. April 1785 von Wilhelm Herschel entdeckt.